# 千葉女子専門学校

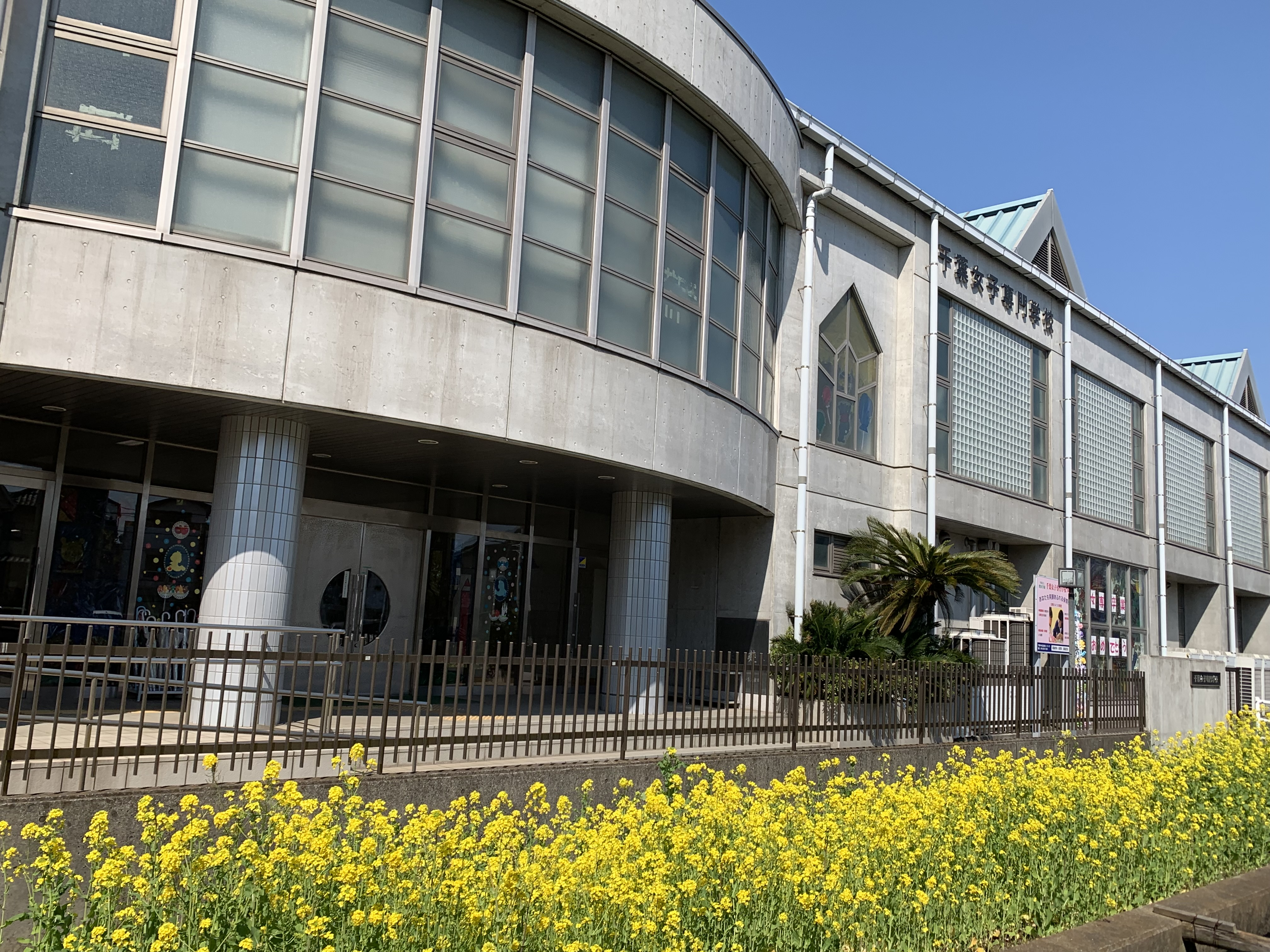
千葉女子専門学校

千葉女子専門学校（ちばじょしせんもんがっこう）とは、千葉県千葉市中央区にある私立専修学校。保育専門学校。文部科学大臣指定幼稚園教諭養成校。厚生労働大臣指定保育士養成校。運営主体は学校法人増田学園。

## 沿革
- 1947年4月 - 千葉洋裁学院創立
- 1957年1月 - 学校法人増田学園認可。
- 1964年11月 - 千葉女子専門学園と改称。
- 1967年 - 千葉市中央区道場北に校舎を移転。
- 1969年 - 保育科設置。
- 1970年 - 幼稚園教諭養成課程設置。
- 1973年 - 千葉女子学園附属幼稚園設置認可。
- 1976年 - 千葉女子専門学校と改称。
- 1987年 - 東館校舎増築。
- 2008年3月 - 現在地に校舎移転。
- 2008年11月 - 増田学園校舎改修落成記念式典。
- 2009年 - 千葉女子専門学校附属聖幼稚園と改称。
- 2012年 - 千葉女子専門学校附属ひじり保育園設置認可（美浜区高洲）。
- 2015年 - 千葉女子専門学校附属聖こども園設置認可。

## 組織
- 学園長 - 増田良子
- 理事長 - 増田和人
- 副理事長 - 山岸信和

## 教育方針
- 聖心
- 努力
- 奉仕

## 学科
- 保育科

## 取得資格・免許状
- 保育士資格
- 幼稚園教諭二種免許状

## 主なイベント
- 宿泊研修会
- 七夕まつり
- りんどう祭（学園祭として）
- 附属こども園発表会
- 教育実習
- 保育実習
- 施設実習

## 就職実績
- 就職内定率95%以上。公務員、こども園、施設、幼稚園や保育園への就職者が大半。

## 所在地
- 〒260-0006 千葉県千葉市中央区道場北1-21-21

## アクセス
- JR総武本線東千葉駅より徒歩約10分
- 千葉駅前9番バス停京成バス「千城台車庫」・「御成台車庫」行に乗車、「道場」バス停下車徒歩5分。

## 関連学校
- 千葉聖心高等学校
- 千葉女子専門学校附属聖こども園